# نورسك هايدرو

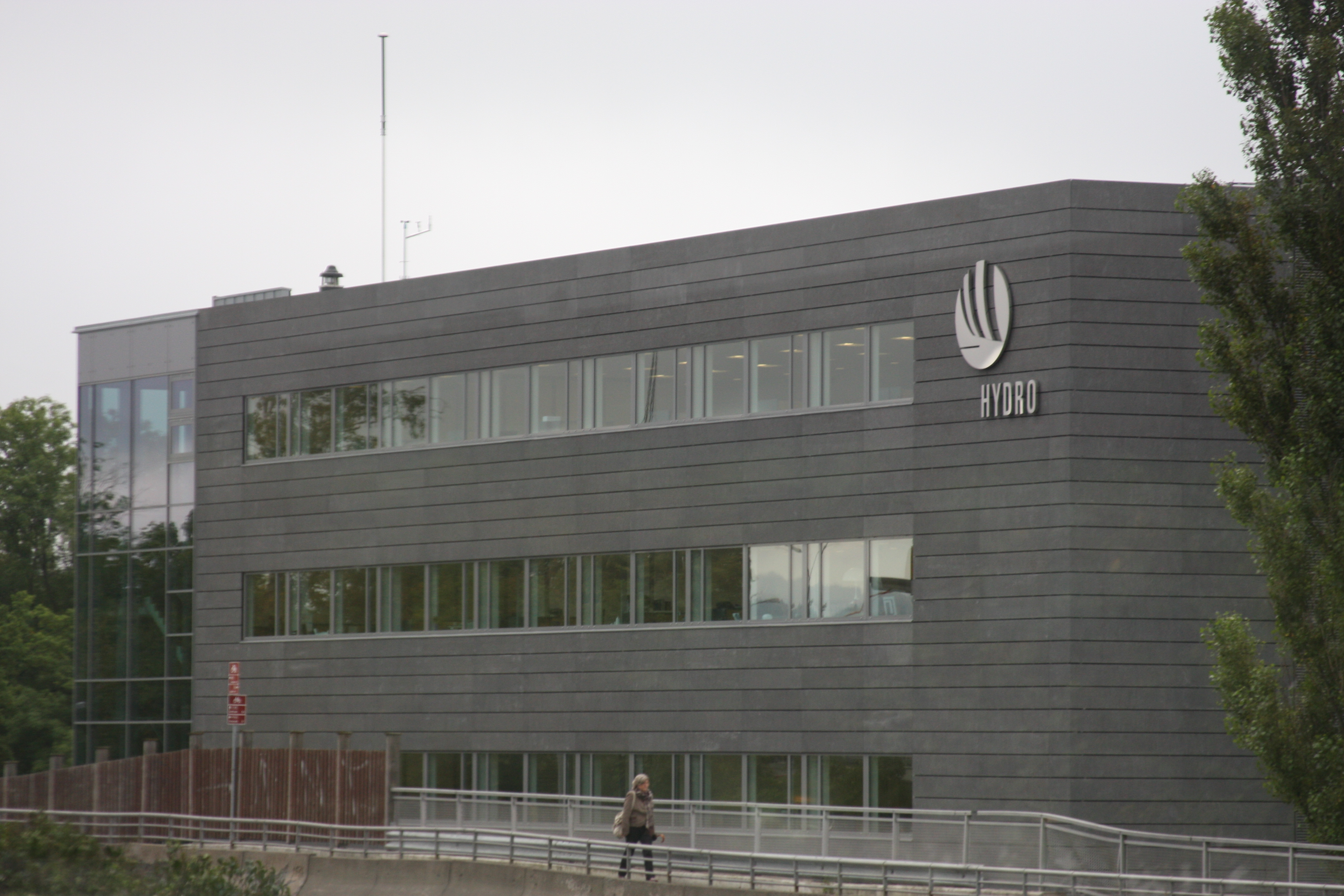

نورسك هايدرو (يشار إليها غالبًا باسم فقط هايدرو) هي شركة نرويجية للألمنيوم و الطاقة المتجددة ، ويقع مقرها الرئيسي في أوسلو. وهي واحدة من أكبر شركات الألمنيوم في جميع أنحاء العالم.  لديها عمليات في حوالي 50 دولة حول العالم وتنشط في جميع القارات. تمتلك الدولة النرويجية 34.3٪ من الشركة من خلال وزارة التجارة والصناعة و الثروة السمكية. وتمتلك فولكيتريغدفوند نسبة 6.5٪ أخرى ، والتي يديرها الصندوق التقاعدي الحكومي النرويجي . توظف نورسك هيدرو ما يقرب من 35000 شخص.  تشغل هيلدي ميريت آشيم منصب الرئيس التنفيذي منذ مايو 2019. 
كان لشركة نورسك هايدرو حضور كبير في صناعة النفط والغاز حتى أكتوبر 2007 ، عندما تم دمج هذه العمليات مع ستات أويل لتشكيل ستات أويل هايدرو (في عام 2009 تغيرت مرة أخرى إلى ستات أويل ، والتي تسمى الآن إكوينور).